# Hepatostolonophora rotata
Hepatostolonophora rotata là một loài rêu tản trong họ Geocalycaceae. Loài này được (Hook. f. & Taylor) J.J. Engel miêu tả khoa học lần đầu tiên năm 1979.